# Drosophila robusta
Drosophila robusta är en tvåvingeart som beskrevs av Alfred Sturtevant 1916. Drosophila robusta ingår i släktet Drosophila och familjen daggflugor.
Artens utbredningsområde täcker delar av USA:s östra halva, området täcker hela östkusten från Maine till Florida samt Montana, Nebraska och Texas.